# 和歌山県警察
和歌山県警察（わかやまけんけいさつ）は、和歌山県の都道府県警察である。略称は和歌山県警。
和歌山県公安委員会管理。給与支払者は和歌山県知事。警察庁近畿管区警察局管内。本部所在地は和歌山市小松原通一丁目1-1。

## 沿革
- 1948年（昭和23年） - 旧警察法施行に伴い、和歌山県警察部が廃止され、国家地方警察和歌山県本部と、和歌山市警察などの自治体警察に分割される。
- 1954年（昭和29年）7月1日 - 新警察法施行に伴い、和歌山県警察に再編成される。

## 本部組織
- 警務部
  - 総務課
    - 総務係
    - 庶務係
    - 和歌山県議会連絡官
      - 県議会連絡係

    - 公安委員会補佐室
      - 公安委員会補佐官
      - 公安委員会係

    - 取調べ監督室
      - 取調べ監督管理官
      - 取調べ監督係

  - 会計課
    - 庶務係
    - 予算管理官
      - 予算係

    - 用度係
    - 監査室
      - 監査管理官
      - 監査係
      - 出納係
      - 指導係

    - 施設室
      - 施設管理官
      - 施設管財係
      - 施設整備係

  - 警務課
    - 庶務係
    - 人事係
    - 採用係
    - 装備室
      - 装備管理官
      - 装備第一係
      - 装備第二係
      - 通信係

    - 企画室
      - 企画官
      - 企画第一係
      - 企画第二係
      - 女性活躍推進係
      - 文書係
      - 情報公開係

    - 給与室
      - 給与管理官
      - 給与係

  - 監察課
    - 庶務係
    - 監察管理官
      - 監察・訟務係

    - 表彰係
    - 若手警察職員指導室
      - 若手警察職員指導官
      - 若手警察職員指導係

  - 教養課
    - 庶務係
    - 企画指導係
    - 職場教養係
    - 学校教養係
    - 史料係
    - 通訳センター
      - 通訳係

    - 術科指導・職務執行安全指導室
      - 術科指導係
      - 自動車安全運転指導係
      - 職務執行安全指導係

  - 厚生課
    - 庶務係
    - 厚生係
    - 福利係
    - 共済係
    - 健康管理対策室
      - 健康管理対策官
      - 健康管理対策係

  - 情報管理課
    - 庶務係
    - 企画指導係
    - DX推進係
    - 情報技術支援室
      - 開発企画係
      - 開発・運用第一係
      - 開発・運用第二係

  - 広報県民課
    - 庶務係
    - 警察相談係
    - 犯罪被害者支援室
      - 犯罪被害者支援係

    - 広報室
      - 広報官
      - 広報・渉外係

    - 警察音楽隊
      - 警察音楽隊係

  - 留置管理課
    - 庶務係
    - 企画指導係
    - 留置管理係

- 生活安全部
  - 生活安全企画課
    - 庶務係
    - 企画指導係
    - 許可等事務審査室
      - 銃砲・営業等企画係
      - 銃砲・営業等指導係

    - 犯罪抑止総合対策室
      - 犯罪抑止対策官
      - 犯罪抑止対策係
      - 地域安全係
      - 犯罪分析係

  - 地域指導課
    - 指導係
    - 地域指導官
      - 企画指導係

    - 通信指令室
      - 通信指令管理官
      - 運用指導係
      - 指令第一係
      - 指令第二係
      - 指令第三係

    - 水上安全対策室
      - 安全対策係
      - 警察船舶係

    - 鉄道警察隊
      - 鉄道警察係

    - 若手警察官育成支援室
      - 若手警察官育成支援官
      - 若手警察官育成支援係
      - 職務質問技能指導班

  - 少年課
    - 庶務係
    - 企画指導係
    - 少年特別対策係
    - 少年事件捜査班
    - 少年サポートセンター
      - 少年サポート係

  - 生活環境課
    - 庶務係
    - 企画指導係
    - 環境対策係
    - 告訴・告発事件捜査・犯行ツール対策係
    - 生活安全特別捜査班

  - サイバー犯罪対策課
    - 庶務係
    - 企画指導係
    - 解析指導係
    - サイバー犯罪対策官
      - サイバーセキュリティ対策係

    - 捜査管理官
      - サイバー犯罪事件捜査係

    - 解析・技術支援係
    - サイバー人材育成室
      - サイバー人材育成官
      - サイバー人材育成係

  - 人身安全対策課
    - 庶務係
    - 企画指導係
    - 人身安全対策室
      - 人身安全対策係
      - 子供女性安全対策班

- 刑事部
  - 刑事企画課
    - 庶務係
    - 企画係
    - 刑事手続IT化推進係
    - 刑事指導官
      - 指導係

    - 取調べ指導官
      - 公判対応係

    - 通信傍受指導官
      - 手配共助係

    - 刑事捜査員育成支援室
      - 刑事捜査員育成支援係

  - 捜査第一課
    - 庶務係
    - 企画指導係
    - 広域捜査官
      - 強行犯・盗犯・広域捜査係

    - 性犯罪捜査指導官
      - 性犯罪捜査指導係

    - 捜査管理官
      - 強行犯特別捜査班第一班
      - 強行犯特別捜査班第二班
      - 盗犯特別捜査班

    - 検視官室
      - 統括検視官
      - 検視第一係
      - 検視第二係

    - 特殊犯事件捜査室
      - 特殊犯捜査班

  - 捜査第二課
    - 庶務係
    - 知能犯捜査室
    - 企画指導・知能犯・選挙係
    - 財務捜査指導係
    - 捜査管理官
      - 告訴・告発捜査係
      - 知能犯特別捜査班

  - 組織犯罪対策課
    - 庶務係
    - 企画指導係
    - 犯罪収益解明係
    - 国際捜査係
    - 意見聴取官
    - 組織犯罪情報室
      - 暴排係
      - 保護対策係
      - 情報指導係
      - 組織犯罪情報官
      - 情報第一係
      - 情報第二係

    - 組織犯罪捜査室
      - 捜査管理官
      - 暴力団捜査班
      - 薬物・銃器特別捜査班
      - 特殊詐欺捜査班
      - 特殊詐欺連合捜査班
      - 匿名・流動型犯罪グループ捜査班

  - 鑑識課
    - 庶務係
    - 企画指導係
    - 機動鑑識班
    - 現場係
    - 指紋・資料係
    - 足こん跡係
    - 写真係
    - 警察犬係

  - 機動捜査分析課
    - 庶務係
    - 企画係
    - 捜査情報・統計係
    - 捜査分析係
    - 機動分析係
    - 機動捜査隊
      - 機動第一班
      - 機動第二班
      - 機動第三班
      - 広域機動捜査班

    - 照会センター
      - 照会係

  - 科学捜査研究所
    - 庶務係
    - 総括研究員
    - 法医係
    - 化学係
    - 機械・火災係
    - 人文係
    - 鑑定指導室
      - 企画指導係
      - 鑑定指導官

    - 現場科学捜査支援室
      - 現場科学捜査支援係

- 交通部
  - 交通企画課
    - 庶務係
    - 交通企画管理官
      - 企画指導係

    - 交通安全対策室
      - 安全対策係
      - 子供・高齢者安全対策官
      - 安全教育係
      - 飲酒運転根絶対策係
      - 交通事故分析官
      - 事故分析係

  - 交通指導課
    - 庶務係
    - 企画指導係
    - 指導取締係
    - 自転車等取締指導係
    - 交通反則通告センター
      - 交通反則通告センター通告補佐官
      - 審査・通告係

    - 交通犯罪捜査室
      - 交通事故事件捜査統括官
      - 捜査指導係
      - 交通鑑識・図化係
      - 暴走族対策係
      - 交通特殊事件捜査係

    - 駐車違反取締センター
      - 駐車取締係

  - 交通規制課
    - 庶務係
    - 企画係
    - 規制係
    - 施設係
    - 交通管制センター
      - 交通管制官
      - 管制係

  - 運転免許課（交通センター）
    - 庶務係
    - 企画係
    - 免許管理官
      - 免許係

    - 聴聞官
      - 行政処分係

    - 高齢運転者等支援室
      - 高齢運転者等支援係

    - 免許デジタル化推進室
      - 免許デジタル化推進官
      - 免許デジタル化推進係

    - 運転免許試験場
      - 講習・教習所係
      - 試験係

    - 田辺運転免許センター
      - 免許・行政処分係

    - 新宮運転免許センター
      - 免許・行政処分係

  - 交通機動隊
    - 庶務係
    - 第一小隊
    - 第二小隊
    - 第三小隊

  - 高速道路交通警察隊
    - 庶務係
    - 企画指導係
    - 第一小隊
    - 第二小隊
    - 第三小隊
    - 印南分駐隊
      - 第一小隊
      - 第二小隊
      - 第三小隊

    - すさみ分駐隊
      - 第一小隊
      - 第二小隊
      - 第三小隊

- 警備部
  - 警備企画課
    - 庶務係
    - 企画係
    - 資料係
    - サイバー攻撃対策係
    - 捜査管理官
      - 警備事件特別捜査班

    - 公安対策室
      - 公安対策官
      - 第一係
      - 第二係
      - 第三係
      - 第四係
      - 第五係

  - 外事課
    - 庶務係
    - 企画係
    - 外事対策官
      - 第一係
      - 第二係
      - 第三係
      - 第四係

  - 警備課
    - 庶務係
    - 企画係
    - 警備管理官
    - 緊急事態対策室
      - 災害対策官
      - 実施・緊急事態対策係
      - 災害係

    - 警衛警護室
      - 警衛警護指導係
      - 警衛警護実施係

    - 警衛対策室
      - 会計係
      - 警衛対策官
      - 警衛総務係
      - 警衛実施係
      - 警衛交通係
      - 警衛通信係
      - 警衛情報係

    - 警察航空隊
      - 飛行係
      - 整備・管理係

  - 機動隊
    - 庶務係
    - 訓練指導係
    - 第一小隊
    - 第二小隊

- 警察学校
  - 庶務係
  - 企画指導係
  - 教務係
  - 学生係
  - 術科係

## 警察署
警察署数は12。警察車両のナンバー地名はすべて「和歌山」である。
| 地域   | 警察署名称     | 所在地                 | 管轄区域                                                                   | 前身       |
| ------ | -------------- | ---------------------- | -------------------------------------------------------------------------- | ---------- |
| 伊都   | 橋本警察署     | 橋本市市脇             | 橋本市（旧伊都郡高野口町を除く）、伊都郡九度山町、高野町                   |            |
| 伊都   | かつらぎ警察署 | 伊都郡かつらぎ町中飯降 | 伊都郡かつらぎ町、橋本市の一部（旧伊都郡高野口町）                         | 妙寺警察署 |
| 那賀   | 岩出警察署     | 岩出市高塚             | 紀の川市、岩出市                                                           |            |
| 海草   | 和歌山東警察署 | 和歌山市栗栖           | 和歌山市東部、海南市の一部                                                 |            |
| 海草   | 和歌山西警察署 | 和歌山市吹上           | 和歌山市西部                                                               |            |
| 海草   | 和歌山北警察署 | 和歌山市松江北         | 和歌山市北部                                                               |            |
| 海草   | 海南警察署     | 海南市日方             | 海南市（一部を除く）、和歌山市の一部、海草郡紀美野町                       |            |
| 有田   | 有田湯浅警察署 | 有田郡湯浅町栖原       | 有田市、有田郡湯浅町、広川町、有田川町                                     |            |
| 有田   | └有田分庁舎    | 有田市宮崎町           | 有田市、有田郡湯浅町、広川町、有田川町                                     | 有田警察署 |
| 日高   | 御坊警察署     | 御坊市湯川財部         | 御坊市、日高郡日高町、美浜町、日高川町、印南町、由良町                     |            |
| 日高   | 田辺警察署     | 田辺市上の山           | 日高郡みなべ町                                                             |            |
| 西牟婁 | 田辺警察署     | 田辺市上の山           | 田辺市（本宮町を除く）                                                     |            |
| 西牟婁 | 白浜警察署     | 西牟婁郡白浜町         | 西牟婁郡白浜町、上富田町、すさみ町                                         |            |
| 東牟婁 | 新宮警察署     | 新宮市新宮             | 田辺市本宮町、新宮市、東牟婁郡那智勝浦町、太地町、古座川町、北山村、串本町 |            |
| 東牟婁 | └串本分庁舎    | 東牟婁郡串本町串本     | 田辺市本宮町、新宮市、東牟婁郡那智勝浦町、太地町、古座川町、北山村、串本町 | 串本警察署 |

## 主な事件
- 1998年（平成10年）7月25日 - 和歌山毒物カレー事件
- 2018年（平成30年）5月24日 - 紀州のドン・ファン事件
- 2023年（令和5年）4月15日 - 岸田文雄襲撃事件

### 未解決事件
| 事件名                                 | 発生           | 概要 | 捜査                                     |
| -------------------------------------- | -------------- | --- | ---------------------------------------- |
| 第四十三国立銀行宿直員5人強盗殺人事件  | 1886年8月8日   | 和歌山区（現和歌山市）の第四十三国立銀行で宿直員5人が斬殺され、現金を奪われた。被害者の中には元士族もいたため、警察は犯人が剣の達人であるとにらみ、剣道場を開こうとしていた新聞社社長で県会議員の男性（34）を洗い出し、別件の恐喝容疑で逮捕した。議員は恐喝事件で一審は有罪となったが、二審で無罪となり、殺人事件についても迷宮入りした。17年後に犯人が判明したが、既に死亡していたとの情報がある。             | 時効                                     |
| 石垣村一家4人殺人被疑事件              | 1945年11月15日 | 石垣村（現有田川町）で女性と子供2名が手斧とみられる凶器で殺害された。夫が所在不明になっていたが、翌日に同村の有田川で遺体で発見された。無理心中事件の可能性もあったが、殺人事件として捜査。 | 時効                                     |
| 学文路村夫婦強盗殺傷事件               | 1947年9月28日  | 学文路村（現橋本市）の家で夫婦が強盗に匕首で斬りつけられ、現金を奪われた。主人（44）は同日死亡。押し入った犯人は3人組とされたが、顔を隠していたため、人相は判明しなかった。 | 時効                                     |
| 和歌山市たばこ小売商老女強盗殺人事件   | 1949年1月1日   | 和歌山市のバラックでたばこ小売商の独居女性（68）が手斧で殺害され、衣類と現金が奪われた。衣類が市内の古物商で見つかったが、犯人検挙には至らなかった。 | 時効                                     |
| 無人船事件                             | 1950年10月26日 | 第一幸由丸乗組員で鮮魚仲買業の男性4人が10月26日に大阪中央市場を出港したまま行方不明になり、27日に和歌山市の海岸で無人の船が発見された。船内には血痕があり、鮮魚の代金が無くなっているなど不審点が多かったため、事件の可能性を視野に捜査が行われたが、遺体すら発見されないまま迷宮入りした。 | 時効                                     |
| 和歌山市妻子殺害事件                   | 1953年7月14日  | 和歌山市の旅館で、夫が妻を出刃包丁で刺して殺害、更に長男を近くの水軒川に突き落として殺害した。夫は姿をくらませたまま行方不明。 | 時効                                     |
| 下津町老女強盗殺人事件                 | 1955年9月13日  | 独居老女（77）が扼殺され、現金と衣類を奪われた。 | 時効                                     |
| 和歌山市釣具商夫婦強盗殺人事件         | 1956年3月28日  | 和歌山市の家で夫婦の絞殺体が長持の中から発見された。現金8000円が奪われたと推定。 | 時効                                     |
| 拉致の可能性を排除できない事案         | 1957年8月      | 元自衛官で農業の男性（24）が高野口町（現橋本市）の自宅から行方不明。 | 捜査中（和歌山県警）                     |
| 拉致の可能性を排除できない事案         | 1960年11月     | 浦和市の会社員女性（23）が和歌山県潮岬で目撃された後、行方不明。 | 捜査中（警視庁）                         |
| 和歌山市女性百貨店員殺害事件           | 1963年1月23日  | 百貨店員の女性（18）が和歌山市の紀の川堤防で遺体で発見された。女性は前日友人とスキーに出かけ、バスを降車後は自宅と反対方面に向かっていくのが目撃されていた。解剖の結果、自動車による殺害と断定され、ひき逃げの線でも捜査が進められた。 | 時効                                     |
| 橋本市小学校教師殺害事件               | 1965年12月14日 | 橋本市の橋本小学校で宿直の教員男性（43）が刃物で刺された上、便所のためつぼに投げ込まれて死んでいるのが発見された。便所は宿直室から遠いことから、強盗の侵入に気づいて格闘になったと思われたが、事件前に被害者が脅迫状を拾っていたことから怨恨の線でも捜査された。刃物や軍手等をはじめ、犯人のものと思われる指紋も採取されていたが、犯人検挙には至らなかった。                                                    | 時効                                     |
| 橋本市主婦殺害事件                     | 1969年6月7日   | 橋本市の自宅で主婦（22）がクリ小刀で刺されて殺害された。物色痕は無かったため、怨恨か変質者の線で捜査。1971年になって広島で逮捕された男が本件を含む8件の殺人事件への関与を仄めかしたが、矛盾が多く立件はされなかった。 | 時効                                     |
| 拉致の可能性を排除できない事案         | 1972年11月16日 | 24歳男性が職場の昼休憩に有田郡の自宅で昼食を済ませた後、職場へ戻らず、行方不明。 | 捜査中（和歌山県警）                     |
| 和歌山市主婦強盗殺人事件               | 1975年10月31日 | 和歌山市の自宅床下で主婦（59）が鎌の様なもので殺害されてるのが発見された。通帳と株券が奪われており、これらは翌日に名古屋市内で発見された。当日に30代半ばのセールスマン風男性が目撃されている。 | 時効                                     |
| 和歌山市米小売業女性殺害・放火事件     | 1978年7月3日   | 和歌山市で米小売業の女性（64）が鈍器で殴打の上、絞殺されているのが発見された。物色痕があったものの、通帳や現金は残っていたため、金銭トラブルが犯行動機とみて捜査。 | 時効                                     |
| 拉致の可能性を排除できない事案         | 1978年7月13日  | 会社員男性（29）が和歌山市の会社寮を出たまま行方不明。保険証や通帳等は置いたままだった。 | 捜査中（徳島県警・特定失踪者問題調査会） |
| 和歌山市独居老女強盗殺人事件           | 1984年12月4日  | 和歌山市のマンションで独居女性（65）が鈍器様の物で頭を殴られて殺害された。タンスが荒らされていたが、盗まれた物を特定できず、凶器も発見されなかった。 | 時効                                     |
| パラコート連続毒殺事件                 | 1985年9月23日  | 九度山町のドライブイン自販機の取り出し口にあったオロナミンCを飲んだゴム加工業の男性（50）が数日後に死亡。パラコートが検出された。事件の約5時間半前には既に置かれていたのが目撃されており、ドライブイン経営者が取り出し口を確認した午前8時半から午後4時までの間に置かれたと推定。 | 時効                                     |
| 和歌山市新聞配達女子高生殺害事件       | 1988年6月22日  | | 時効                                     |
| 湯銭信金本店支店長強盗殺人事件         | 1989年7月30日  | | 時効                                     |
| 阪和銀行副頭取射殺事件                 | 1993年8月5日   | | 時効                                     |
| 有田市書店経営老夫婦失踪事件           | 1993年11月24日 | 有田市で書店経営の老夫婦が行方不明になる。夫婦は当日15時から16時までは目撃されているが、17時の親族からの電話には出ていない。失踪前に夫が現金4千万円を複数の金融機関から下ろしているが、その現金が見つからないこと、照明や炊飯器の電気が点けっ放しで着替えも無造作に落ちており、急用で外出せざるを得なくなったとみられることなどから警察は事件とみて捜査。夫婦は発見に至らず2002年に失踪宣告審判が確定している。 | 時効                                     |
| 湯浅町スポーツ用品店主殺害事件         | 1995年9月23日  | | 時効撤廃                                 |
| 和歌山市不動産業者強盗殺人事件         | 1998年10月3日  | 和歌山市のビル6階で不動産業の男性（60）が首や脇腹を十数箇所刺されて殺害される。クローゼットが荒らされ、小銭入れから現金1万数千円が奪われていた。鍵は掛かっていなかった。 | 時効撤廃                                 |
| 和歌山市貸倉庫内男性殺害・死体遺棄事件 | 1999年9月23日  | 2000年1月8日、和歌山市の貸倉庫から男性（30）の全裸遺体が見つかる。喉の骨が折れており、首を絞められて殺害後に遺棄されたと思われる。周囲から所持品や着衣は見つかっていない。貸倉庫は無施錠で前年9月から不使用となっており、被害者の死亡時期も前年10月頃とみられる。 | 時効撤廃                                 |
| 拉致の可能性を排除できない事案         | 2001年6月18日  | タクシー運転手の男性（55）が、家族に何も告げず車で新宮市の自宅を出たまま行方不明。 | 捜査中（和歌山県警）                     |

## 不祥事
- 2004年（平成16年）4月20日に、和歌山東警察署の留置場で、現住建造物等放火未遂容疑で逮捕された当時52歳の男性被疑者が、留置場内で大声を上げたため、「防声具」や「鎮静衣」などの拘束具を何重にも装着され、翌21日、窒息死しているのが見つかった。この事件で、同県警の警部や警部補、巡査部長が業務上過失致死容疑で和歌山簡易裁判所に略式起訴され、それぞれ罰金50万円の略式命令を受けた。一方、この事件について、被疑者の遺族が、和歌山県と国に対し、大阪地方裁判所に損害賠償を求める訴訟を起こし、2009年2月18日に同地裁は、遺族の訴えを一部認定し、和歌山県に約5,840万円の支払いを命じたが、国への訴えについては、「将来的には拘束具の使用を認めないのが望ましい」としたものの、認めなかった[28]。
- 2011年（平成23年）7月23日、機動隊副隊長の警部が女子中学生にわいせつ行為をした疑いで和歌山東警察署から事情聴取後、自宅で自殺を図り死亡した。
- 県警科学捜査研究所の男性研究員が、証拠品の鑑定を実施しないまま、鑑定結果の捏造を行っていた疑いが2012年に浮上した。手口としては、過去に鑑定を行なった同種の証拠品の鑑定書を、事件名などを書き換えただけで流用するなどしていたというもの。これらの捏造された証拠品が、既に刑事裁判で用いられた可能性もあり、県警は実態調査を開始している[29]。
- 和歌山西警察署の警察官が、強制わいせつ容疑で大阪府在住の捜査協力者の30歳代参考人女性から事情聴取を行ったが、この際、夫婦の性生活などに関するわいせつな内容の質問を、女性に対し執拗に繰り返した。女性はこれによって、心的外傷後ストレス障害（PTSD）にかかった。女性は2013年5月13日に和歌山県に対し、1,100万円の損害賠償の支払いを求め大阪地方裁判所に訴訟を起こし係争中である[30]。
- 刑事部捜査第二課長の男性警視が、部下の女性警察官と不倫関係を継続的に持ち続けていたことが2013年になって判明した。警視は同年5月17日までに依願退職した。県警は、公務員としての信用を損ねており職務専念義務違反であるとして懲戒処分を行ったが、私的行為であるとして公表していない[31][32]。
- 留置管理課の48歳の男性巡査長が、交際相手の女性とその間に生まれた子供の計2人に対し繰り返し暴力を加えたとして、2013年5月30日に暴行容疑で逮捕された[33]。
- 刑事部の43歳の男性警部補が、山口組系暴力団の50歳の男性組長に対し、捜査情報を漏洩していた疑いが浮上。県警は地方公務員法における守秘義務違反容疑でこの警部補から事情聴取した[34]後、2014年2月21日にこの警部補を書類送検の上に懲戒免職処分にした。同時に、刑事部参事官兼刑事企画課長の男性警視と、機動捜査隊長の男性警視についても、暴力団関係者と不適切交際をしていたとして減給処分となった[35]。
- 湯浅署において、車検切れの捜査車両によって1ヵ月以上にわたって捜査が行われていたことが、2015年4月に判明。確認ミスの可能性が高いと見られる[36]。
- 2018年（平成30年）9月14日、機動隊の20代男性巡査が警護車両に乗車して安倍晋三内閣総理大臣らの車列を警備中に、和歌山市内の県道交差点で助手席の窓から拳銃一丁を落としていたことが、15日和歌山県警により公表された。県警は、側道から侵入してきた車両を停車させるため、警護車両の窓から身を乗り出した際に、たすき掛けしていた拳銃ホルスターが窓枠に接触し、留め金が外れて落下したとしている。拳銃の落下後、周辺を50人態勢で捜索したが発見に至らず、紛失から約1時間20分後に周辺住民が拾得物として交番に届け出があった。実弾は装てんされたままで、使用された形跡はなかった。県警は、携帯方法に問題はなかったとしている。
- 2019年（平成31年・令和元年）
  - 2月28日、和歌山東署留置管理課の27歳の男性巡査長が、スマートフォンの交流アプリで知り合った20歳代の女性にわいせつ行為をしたとして、県警は3月1日にこの巡査長を強制わいせつ容疑で逮捕した[37]。
  - 5月、交通機動隊の20歳代の男性巡査が、和歌山市内の阪和自動車道で、制限速度[注 1]を大幅に超える167km/hで走行していたとして、県警が道路交通法違反容疑で書類送検していたことが明らかになった[38]。
  - 7月24日、湯浅警察署の男性巡査長（32歳）が、器物損壊事件の捜査のため屋外で事情を聴いていた中学1年生の男子生徒（12歳）の両ほおを、両手で数回平手打ちするなどし、さらに移動中の捜査車両内でも右手でほおを数回平手打ちした。12月13日、県警は巡査長を特別公務員暴行陵虐容疑で和歌山地方検察庁に書類送検、男性巡査長を戒告の懲戒処分にし、男性巡査長は依願退職した[39]。
  - 11月 - 県警は道路交通法違反（無免許運転）の解釈を間違え、運転代行会社の元従業員の男性（40歳）を誤って書類送検した、と発表。被害男性は2年間の運転免許取り消し処分を受けていたが、県警は被害男性に謝罪した上で、免許証を返却した。愛知県警察が同種の事案で11月1日、誤認逮捕をしたと発表した。これを受けて県警が調べたところ、今回の事案が明らかになった[40]。
- 2020年（令和2年）
  - 2月29日 - 白浜警察署地域課長の男性警部（56歳）が和歌山市内で飲酒運転したとして道路交通法違反（酒気帯び運転）で逮捕した[41]。
  - 3月1日 - 田辺警察署の男性巡査部長（40代）が本来の被疑者とは別の男性会社員を誤って逮捕。「数人がけんかをしているかもしれない」と匿名の通報を受け、田辺氏湊の路上に駆けつけた。巡査部長は、現場にいた県在住の男性会社員（34歳）が女性を投げ飛ばしたと誤認し、傷害の現行犯で逮捕した。しかし、勾留後の3月5日、周辺の防犯カメラの映像から投げ飛ばしたのが別人と判明し、釈放した[42]。
- 2022年（令和4年）
  - 5月18日 - 部下の男性署員にパワーハラスメントを繰り返したなどとして、当時の和歌山北警察署の署長だった男性警視（59）を停職6カ月とした。男性署員は3月に署内で自殺した。また副署長だった男性警視（55）についても、男性署員が精神的に不安定になっているのを知りながら、適切な対応をせずに放置したほか、別の複数の署員にパワーハラスメントをしていたなどとして、減給6カ月の懲戒処分とした。2人は同日付で依願退職した[43][44]。
- 2023年（令和5年）
  - 2月から5月 - 県警本部警務部付の男性警視が、認定こども園を運営する和歌山市内の社会福祉法人について、インターネットの口コミサイトに、誹謗中傷やデマの情報を書き込んでいたとして、県警は2024年2月9日付でこの警視を、名誉毀損と信用棄損の容疑で書類送検。当該の認定こども園には、警視の交際相手が過去に勤務していた[45]。

## 黒バイ
- 本部交通部交通指導課の暴走族対策室に、通常の白バイと違い黒塗りの黒バイ、通称「黒豹」を全国で初めて導入（2002年）し、県内に7つあった大規模な暴走族グループは全て解体に追い込まれ、かつては年間1000件以上あった暴走族に関する110番通報が2014年には約430件に減少している[46]。

## マスコットキャラクター
- きしゅう君
  - 1994年（平成6年）7月1日、和歌山県警のマスコットキャラクターとして誕生した。 「きしゅう君」という愛称は、和歌山県原産の紀州犬と和歌山県の旧称である紀州から名付けられた。きしゅう君のデザインを手がけたのは、漫画家・小説家の山上たつひこである。